# Julio Durán
Julio Antonio Gastón Durán Neumann (Traiguén, 20 de marzo de 1918-Richmond, Virginia, 27 de septiembre de 1990) fue un abogado, empresario y político chileno, miembro del Partido Radical (PR, el cual presidió entre 1952 y 1954), Radical Democrático (PRD) y Democracia Radical (DR). Durante su trayectoria política ejerció como diputado durante tres periodos consecutivos desde 1945 hasta 1957, en representación de la actual Región de La Araucanía. Mientras se desempeñaba como diputado fue presidente de la Cámara de Diputados ejerciendo entre mayo de 1955 y mayo de 1957. En ese último año, consiguió llegar al Senado en representación de la Octava Agrupación Provincial por el periodo 1957-1965, siendo reelecto para el siguiente periodo (1965-1973). Fue además candidato radical a la presidencia de la República en la elección presidencial de 1964, resultando tercero, tras Salvador Allende, que a su vez fue superado por Eduardo Frei Montalva.

## Biografía

### Primeros años de vida
Nació en Traiguén, el 20 de marzo de 1918. Hijo del parlamentario Domingo Antonio Durán Morales y de Julia Neumann Aravena, era hermano del también político Domingo Durán Neumann, colaborador del gobierno de Juan Antonio Ríos.
Hizo sus estudios primarios y secundarios en el Instituto Nacional de Santiago. Luego de finalizar su etapa escolar ingresó a la Universidad de Chile, donde se tituló de abogado en el año 1944, al presentar la memoria: De la universalidad de las quiebras.
En el ámbito privado, entre 1942 y 1943, se desempeñó como secretario general de la Dirección de Investigaciones e Identificación (DII) y fue empleado ad honorem del 3° Juzgado de Mayor Cuantía. Una vez egresado, ejerció su profesión de abogado en Santiago y Temuco pero sólo por un corto tiempo ya que posteriormente trabajó en el área empresarial y agrícola.
Fue propietario de la fábrica de conservas «Durán y Cia»; consejero de la «Sociedad de Seguros de Chile»; administrador del fundo de su padre «El Atalaya» de Pirque; presidente de «Industrias Forestales S. A». en 1952; socio de la «Sociedad agrícola y Forestal Jauja Ltda»; consejero del Instituto Sanitas y de la Sociedad de Aguas y Termas Panimávida y director de COPEC.

### Matrimonio e hijos
Contrajo matrimonio con María Gertrudis Salazar Navarro y tuvieron dos hijos: María Angélica y Julio Antonio.

## Trayectoria política
Influenciado por su padre, se integró a la juventud del Partido Radical (PR). En 1940 fue vicepresidente de la Federación de Estudiantes. Entre 1942 y 1944 presidió la Juventud Radical de Chile, fue secretario de Cultura y Capacitación de la Juventud Radical y presidente de la Convención.
Llegó por primera vez al Congreso, al presentarse como diputado por la 21ª Agrupación Departamental de Temuco, Lautaro, Imperial, Villarica y Pitrufquén en las elecciones parlamentarias de 1945, siendo electo para el período 1945-1949. Formó parte de las Comisiones de Constitución, Legislación y Justicia; de Agricultura y Colonización; y de Economía y Comercio.
Así mismo, fue integrante de la Comisión Especial de Tarifas Telefónicas entre 1945 y 1946; Investigadora del Contrato Compañía de Teléfonos en 1946; de Actividades de la Caja de Empleados Particulares entre 1945 y 1946; y de la Remoción de Funcionarios de la Dirección General de Investigaciones (DGI) entre 1946 y 1947.
En las parlamentarias de 1949, obtuvo la reelección para el período 1949-1953, en representación de la 21ª Agrupación Departamental. Fue miembro propietario del Comité Parlamentario Radical en 1950.
Participó de las Comisiones de Constitución, Legislación y Justicia; de Hacienda; de Gobierno Interior; Mixta de Presupuesto y Comisión Especial Investigadora de la Aplicación de la ley n.° 11.151 que concedió facultades especiales al poder ejecutivo en 1953.
Durante su labor fue miembro propietario del Comité Parlamentario Independiente. Además, fue Consejero del Servicio Médico Nacional de Empleados (SNME) en 1949.
En septiembre de 1952, y hasta 1954, llegó a ser presidente de  su colectividad política. En el ámbito privado, fue nombrado consejero del Banco Central de Chile, funcionando entre 1953 y 1957.
En marzo de 1953 fue reelecto por tercera vez diputado en representación de la 21ª Agrupación Departamental, por el período 1953-1957. Perteneció a las Comisiones de Economía y Comercio; de Hacienda; Mixta de Presupuestos; de Obras Públicas; y de Salud Pública.
En ese periodo fue también elegido presidente de la Cámara de Diputados, ejerciendo entre el 25 de mayo de 1955 y el 15 de mayo de 1957.
En las elecciones de 1957 fue elegido senador por la 8ª Agrupación Provincial de las provincias de Biobío, Malleco y Cautín, para el período de 1957-1965. Se incorporó a las Comisiones de Policía Interior; de Economía y Comercio; y de Trabajo y Previsión Social.
Fue candidato a la presidencia de la República por el Frente Democrático (FD), coalición integrada por el PR, el PL y el PCU. Sin embargo, su candidatura perdió fuerza después del denominado «Naranjazo», y de que los partidos de derecha decidieran respaldar la postulación del demócrata cristiano Eduardo Frei Montalva. En esas elecciones, obtuvo el tercer lugar entre tres candidatos, con 125.233 votos equivalentes al 4,98 % de las preferencias ciudadanas.
En las parlamentarias de 1965, obtuvo la reelección como senador en representación de la 8ª Agrupación Provincial, para el período legislativo 1965-1973. Presidió la Comisión de Trabajo y Previsión Social.
El 29 de junio de 1969 fue expulsado del Partido Radical junto a otros militantes, con quienes fundó el partido Democracia Radical (DR) en noviembre del mismo año. Se presentó como candidato a la reelección en las elecciones parlamentarias de 1973 (periodo 1973-1977), pero no resultó electo.
Hacia noviembre de 1989 se presentó como candidato a senador por la Región de Coquimbo, no resultando electo.

## Historial electoral

### Elecciones parlamentarias de 1965
- Elecciones parlamentarias de 1965, candidato a senador por la Octava Agrupación Provincial de Bío-Bío, Malleco y Cautín (Fuente: Dirección del Registro Electoral, Domingo 7 de marzo de 1965)

### Elecciones parlamentarias de 1973
- Elecciones parlamentarias de 1973, candidato a senador por la Octava Agrupación Provincial de Bío-Bío, Malleco y Cautín (Fuente: Dirección del Registro Electoral, Domingo 6 de marzo de 1973)

### Elecciones parlamentarias de 1989
- Elecciones parlamentarias de 1989, candidato a senador por la Circunscripción 4 (Coquimbo)[3]